# Иън Стюарт
Иън Андрю Робърт Стюарт (на английски: Ian Andrew Robert Stewart) (18 юли 1938 г. - 12 декември 1985 г.) е шотландски пианист и съосновател на британската рок група „Ролинг Стоунс“. Въпреки това, той е отстранен от състава през май 1963 г. по искане на мениджъра Андрю Луг Олдъм, който смята, че не отговаря на имиджа на групата. Той обаче остава като мениджър и пианист повече от две десетилетия до смъртта си и е посмъртно въведен в Залата на славата на рокендрола, заедно с останалата част от групата през 1989 г.
През 1971 г. Иън Стюарт участва, като гост музикант в записите на песента на „Лед Зепелин“ Rock and Roll за техния неозаглавен четвърти студиен албум, известен като Led Zeppelin IV, както и във Physical Graffiti за Boogie with Stu. И двете песни са в традиционен рокендрол стил, заедно с неговия буги-вуги стил. Той също така свири на пиано и орган в албума Bad to the Bone от 1982 г. на Джордж Торогуд.
В началото на декември 1985 г. Иън Стюарт започва да има дихателни проблеми. На 12 декември постъпва в клиника, за да бъде прегледан, но получава сърдечен удар и умира в чакалнята на 47 годишна възраст.

## Цитати
1. 1 2  Kurutz, Steve. Biography Ian Stewart //   allmusic.com. Посетен на 2022-02-15. Lovingly referred to as the sixth stone, pianist Ian Stewart was actually a founding member of the original group, pre-dating both Charlie Watts and Bill Wyman as members. (на английски)
2. ↑  The Rolling Stones //  inductees.   rockhall.com. During their 50-plus year career, the Rolling Stones have married their love of blues and American R&B with a vast array of styles and genres: disco, garage, psychedelic rock and even punk. (на английски)
3. ↑  Lewis 1990, с. 51.
4. ↑  George Thorogood & The Destroyers – Bad To The Bone //  George Thorogood & The Destroyers.   discogs.com. Посетен на 2022-02-15. (на английски)
5. ↑  German, Bill. TWENTY-SIX YEARS HAVE PASSED SINCE THE STONES LOST THEIR FOUNDING MEMBER, IAN STEWART //   beggarsbanquetonline.co.  Архивиран от оригинала на 2013-02-03. Посетен на 2022-02-15. Ian, or "Stu" as he was known, was the perennial pianist for the Stones until his death in December 1985. Commonly referred to as the "Sixth Stone", he was, chronologically speaking, actually the "Second Stone." It was he and Brian Jones who formed the band. In fact, when Keith Richards showed up to audition for the band, it was Stu who greeted him at the door.